# Romualdo de Sousa Coelho
Romualdo de Sousa Coelho (Cametá, 7 de fevereiro de 1762 — Belém do Pará, 15 de fevereiro de 1841) foi um bispo católico. Foi o oitavo bispo do Pará.
Dom Romualdo foi ordenado presbítero pelas mãos de seu bispo, Dom Frei Caetano Brandão, a 19 de fevereiro de 1785. No dia 15 de novembro de 1806, o rei Dom João VI apresenta o cônego Romualdo Coelho para ser o arcipreste do cabido do Pará.
Em 1816, quado da coroação de Dom João VI, os cônegos Raimundo Antônio Martins e Romualdo de Sousa Coelho deslocam-se até o Rio de Janeiro para cumprimentar o novo monarca em nome do clero do Pará.
Em 1818, ao falecer Dom Manuel de Almeida de Carvalho, o cônego Romualdo Coelho é eleito vigário capitular, por que já era público e notório sua futura assunção ao sólio episcopal paraense. No ano seguinte, a 22 de janeiro, seu nome é apresentado à Santa Sé, por Dom João VI, para ser o 8º bispo do Pará. Em 1820, a 29 de agosto, o Papa Pio VII confirma a indicação.
Em 1821, no dia 1º de janeiro, o arcipreste Romualdo Coelho é eleito presidente da Junta Provisória do Governo da Província do Pará.
No dia 1º de abril de 1821, no Rio de Janeiro, Romualdo Coelho é ordenado bispo, pelas mãos de Dom José Caetano da Silva Coutinho, bispo do Rio de Janeiro. Foi o primeiro paraense e um dos primeiros brasileiros a ascender ao episcopado.
Dom Romualdo será Deputado efetivo eleito pela Comarca de Belém, no dia 10 de dezembro de 1821. Foi a Portugal e tomou assento nas Cortes Gerais Extraordinárias e Constituintes da Nação Portuguesa.
No dia 15 de agosto de 1823, depois de solene Te Deum na Catedral, Dom Romualdo proclamou a adesão do Pará ao Império do Brasil.
Durante a Cabanagem (1835-1840) terá papel de destaque.
Morreu em Belém em 1841, após governar a Diocese de Belém do Pará durante 20 anos, enfrentando graves problemas sociais e políticos. Está sepultado na Catedral Metropolitana de Belém.
Dom Romualdo Coelho, a exemplo de seu sobrinho Dom Romualdo de Seixas, é homenageado pelos cametaenses com uma escola que leva seu nome e um busto no Panteão dos Notáveis, localizado no largo da matriz de São João Batista.